# Wolleka
Wolleka è un centro abitato dell'Etiopia, situato nella Regione degli Amara.